# آب‌انبار حاج سید حسین صباغ
آب‌انبار حاج سید حسین صباغ مربوط به دوره قاجار است و در کاشان، بازارچه رنگرزها واقع شده و این اثر در تاریخ ۲۵ اسفند ۱۳۷۹ با شمارهٔ ثبت ۳۵۲۸ به‌عنوان یکی از آثار ملی ایران به ثبت رسیده است.